# Acanthopsyche dioica
Acanthopsyche dioica är en fjärilsart som beskrevs av Jean Bourgogne 1964. Acanthopsyche dioica ingår i släktet Acanthopsyche och familjen säckspinnare. Inga underarter finns listade i Catalogue of Life.